# Govindagatta, Nagamangala
Govindagatta là một làng thuộc tehsil Nagamangala, huyện Mandya, bang Karnataka, Ấn Độ.